# تسویه ناخالص آنی
تسویه ناخالص آنی، یا به اختصار سیستم RTGS ، سیستم‌های انتقال وجوه ویژه ای هستند که با استفاده از آنها انتقال پول یا اوراق بهادار از یک بانک به هر بانک دیگر به صورت "آنی (بلادرنگ)" و " ناخالص " انجام می‌شود. تسویه "آنی" به این معنی است که تراکنش پرداخت تحت هیچ دوره انتظار قرار نمی‌گیرد، تراکنشها به محض پردازش تسویه می‌شوند. تسویه "ناخالص" به معنی معامله بر مبنای یک-به-یک و بدون دسته‌بندی یا خالص سازی با تراکنشهای دیگر است. "تسویه" به این معنی است که پس از پردازش، پرداخت‌ها نهایی و غیرقابل برگشت هستند.

## تاریخ
از سال ۱۹۸۵، سه بانک مرکزی سیستم‌های RTGS را اجرا کرده‌اند، در حالی که تا پایان سال ۲۰۰۵، سیستم‌های RTGS توسط ۹۰ بانک مرکزی اجرا شده‌است.
اولین سیستمی که ویژگی‌های سیستم RTGS را داشت، سیستم فدوایر Fedwire ایالات متحده بود که در سال ۱۹۷۰ راه اندازی شد. این کار بر اساس روش قبلی انتقال وجوه به صورت الکترونیکی بین بانک‌های ذخیره فدرال ایالات متحده از طریق تلگراف بود. انگلستان و فرانسه هر دو در سال ۱۹۸۴ به‌طور مستقل سیستم‌های نوع RTGS را توسعه دادند. سیستم انگلستان توسط اتاق تسویه بانکداران در فوریه ۱۹۸۴ توسعه یافت و چپس CHAPS نامیده شد. سیستم فرانسوی ساگیتر SAGITTAIRE نام داشت. تعدادی دیگر از کشورهای پیشرفته طی چند سال بعد سیستم‌هایی را راه اندازی کردند. این سیستم‌ها از نظر عملکرد و فن آوری متنوع و خاص خود آن کشورها بودند زیرا معمولاً براساس فرایندها و رویه‌های قبلی استفاده شده در هر کشور بنا شده بودند.
در دهه ۱۹۹۰ سازمانهای مالی بین‌المللی بر اهمیت سیستمهای انتقال سرمایه با ارزش زیاد تأکید کردند که بانکها برای تسویه حسابهای بین بانکی برای حساب خود و همچنین مشتریان خود به عنوان بخشی اصلی از زیرساختهای مالی یک کشور استفاده می‌کنند. تا سال ۱۹۹۷، تعدادی از کشورها، در داخل و همچنین خارج از گروه ده، سیستم تسویه حساب ناخالص آنی را برای انتقال وجوه با ارزش بالا معرفی کرده‌اند. تقریباً تمام کشورهای G-10 برنامه ای برای بهره‌برداری از سیستم‌های RTGS در طی سال ۱۹۹۷ داشتند و بسیاری از کشورهای دیگر نیز در حال معرفی چنین سیستم‌هایی بودند.

## عملکرد
سیستم‌های RTGS معمولاً توسط بانک مرکزی یک کشور کار می‌کنند زیرا به عنوان زیرساخت مهمی برای اقتصاد یک کشور تلقی می‌شوند. اقتصاددانان معتقدند که یک سیستم پرداخت ملی کارآمد، هزینه مبادله کالا و خدمات را کاهش می‌دهد و برای عملکرد بازارهای بین بانکی، پول و سرمایه ضروری است. یک سیستم پرداخت ضعیف ممکن است ثبات و ظرفیت توسعه یک اقتصاد ملی را به شدت تحت تأثیر قرار دهد. شکست‌های آن می‌تواند منجر به استفاده ناکارآمد از منابع مالی، تقسیم نابرابر ریسک در میان عوامل، ضرر واقعی برای شرکا، و از دست دادن اعتماد به نفس در سیستم مالی و استفاده از پول شود.
سیستم RTGS به هیچگونه مبادله فیزیکی پول احتیاج ندارد. بانک مرکزی تعدیلاتی را در حساب‌های الکترونیکی بانک A و B انجام می‌دهد، مانده حساب بانکی موجود در بانک A را به مقدار مورد نظر کاهش می‌دهد و مانده حساب بانکی موجود در بانک B را به همان مقدار افزایش می‌دهد. سیستم RTGS برای معاملات کم حجم و با ارزش بالا مناسب است. علاوه بر ارائه تصویری دقیق از حساب یک مؤسسه در هر زمان، خطر مغایرت را کاهش می‌دهد. هدف سیستم‌های RTGS توسط بانک‌های مرکزی در سراسر جهان به حداقل رساندن خطر در سیستم‌های تسویه حساب الکترونیکی با ارزش بالا است. در یک سیستم RTGS، معاملات از طریق حسابهای موجود در یک بانک مرکزی به صورت ناخالص مداوم تسویه می‌شود. توافق فوری، نهایی و غیرقابل برگشت است. خطرات اعتباری ناشی از تأخیر تسویه حساب برطرف می‌شود. بهترین سیستم پرداخت ملی RTGS تا ۹۵٪ از معاملات با ارزش بالا در بازار پول ملی را پوشش می‌دهد.
سیستم‌های RTGS جایگزینی برای سیستم‌های تسویه معاملات در پایان روز است که به سیستم تسویه خالص نیز معروف است، مانند سیستم BACS در انگلستان. در یک سیستم تسویه حساب خالص، کلیه معاملات بین مؤسسه ای در طول روز جمع می‌شود و در پایان روز، بانک مرکزی حساب‌های موسسات را بر اساس مبلغ خالص این معاملات تنظیم می‌کند.
بانک جهانی توجه روزافزونی به توسعه سیستم پرداخت به عنوان یکی از مولفه‌های اصلی زیرساخت‌های مالی یک کشور داشته‌است و به بیش از ۱۰۰ کشور به انواع مختلفی کمک کرده‌است. بیشتر سیستم‌های RTGS موجود ایمن هستند و بر اساس استانداردهای بین‌المللی و بهترین روش‌ها طراحی شده‌اند.
دلایل مختلفی برای اتخاذ RTGS توسط بانک‌های مرکزی وجود دارد. اولین دلیل، فشار رقابتی از بازارهای مالی جهانی است. دوم، اتخاذ یک سیستم RTGS برای بانک مرکزی سودمندتر است، زیرا امکان دسترسی به سیستم گسترده‌ای از سیستم‌های RTGS سایر کشورها را فراهم می‌کند. سوم، بسیار محتمل است که دانش حاصل از تجربیات کار با سیستم‌های RTGS به سایر بانک‌های مرکزی سرازیر شود و به آنها در تصمیم‌گیری در زمینه تصمیم‌گیری برای پذیرش این سیستم کمک کند. چهارم، بانکهای مرکزی لزوماً مجبور نیستند RTGS را خود نصب و توسعه دهند. امکان به اشتراک گذاری توسعه با ارائه دهندگانی که سیستم‌های RTGS را در بیش از یک کشور ساخته‌اند (CGI انگلستان دارای سامانه IP، سیستمهای کوچک CMA محصول سوئد، JV Perago محصول آفریقای جنوبی، SIA S.p.A. از ایتالیا و Montran از ایالات متحده آمریکا) احتمالاً هزینه را کاهش داده و بنابراین پذیرش آن را برای بسیاری از کشورها عملی کرده‌است.

## سیستم‌های موجود

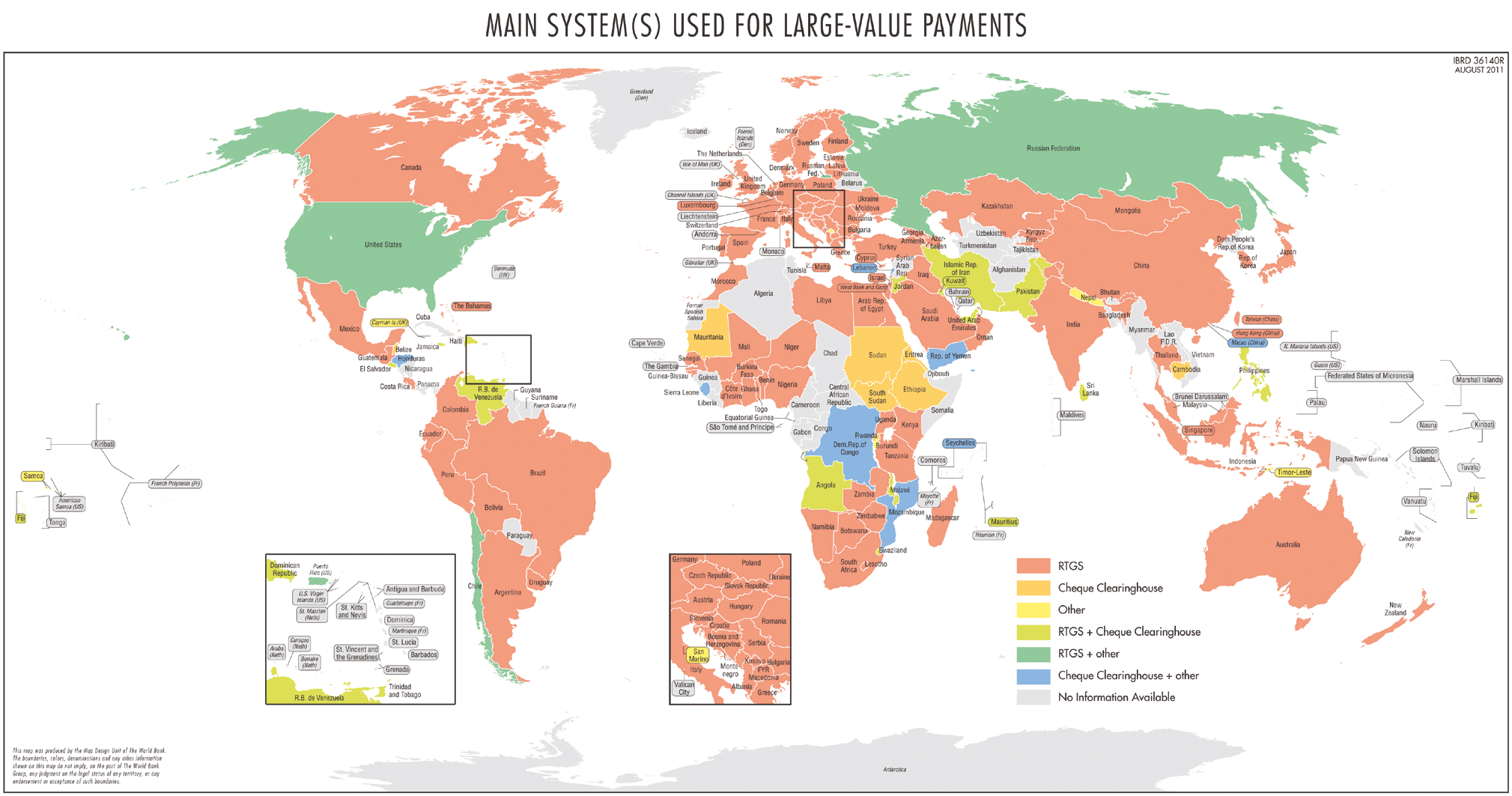
نقشه جهان با سیستم‌های اصلی که برای پرداخت‌های کلان استفاده می‌شود

در زیر فهرستی از کشورها و سیستم‌های RTGS آن‌ها آورده شده‌است:
| کشور                | سیستم                                                                                               |
| ------------------- | --------------------------------------------------------------------------------------------------- |
| آنگولا              | SPTR (پرتغالی: Sistema de pagamentos em tempo real; Real-time Payment System)                       |
| آرژانتین            | MEP (اسپانیایی: Medio electrónico de pagos‎; Electronic Means of Payment)                            |
| جمهوری آذربایجان    | AZIPS (Azerbaijan Interbank Payment System)                                                         |
| استرالیا            | RITS (Reserve Bank Information and Transfer System)                                                 |
| بحرین               | RTGS (Real Time Gross Settlement System)                                                            |
| بنگلادش             | RTGS (Bangladesh Bank Payment Service Division)                                                     |
| باربادوس            | Central Bank Real Time Gross Settlement System (CBRTGS)                                             |
| بوسنی و هرزگوین     | RTGS                                                                                                |
| بلاروس              | BISS (Belarus Interbank Settlement System)                                                          |
| بلغارستان           | RINGS (Real-time Interbank Gross Settlement)                                                        |
| برزیل               | STR (پرتغالی: Sistema de Transferência de Reservas; Reserves Transfer System)                       |
| کانادا              | هیچ                                                                                                 |
| چین                 | China National Advanced Payment System (CNAPS) (also called Super Online Banking System)            |
| شیلی                | LBTR/CAS (اسپانیایی: Liquidación Bruta en Tiempo Real‎; Real-time Gross Settlement)                  |
| کرواسی              | HSVP (کرواتی: Hrvatski sustav velikih plaćanja; Croatian Large Payment System)                      |
| جمهوری چک           | CERTIS (Czech Express Real Time Interbank Gross Settlement System)                                  |
| دانمارک             | KRONOS                                                                                              |
| مصر                 | RTGS                                                                                                |
| منطقه یورو          | TARGET2                                                                                             |
| فیجی                | FIJICLEAR                                                                                           |
| هنگ کنگ             | Clearing House Automated Transfer System (CHATS)                                                    |
| مجارستان            | VIBER (مجاری: Valós Idejű Bruttó Elszámolási Rendszer; Real-time Gross Settlement System)           |
| گرجستان             | GPSS (Georgian Payment and Securities System)                                                       |
| هند                 | RTGS                                                                                                |
| اندونزی             | Sistem Bank Indonesia Real Time Gross Settlement (BI-RTGS)                                          |
| ایران               | SATNA (سامانه تسویه ناخالص آنی، Real-Time Gross Settlement System)                                  |
| عراق                | RTGS (Real Time Gross Settlement System)                                                            |
| اسرائیل             | Zahav (عبری: זה"ב זיכויים והעברות בזמן אמת‎; Zahav Real-time Credits and Transfers)                  |
| ژاپن                | BOJ-NET (Bank of Japan Financial Network System)                                                    |
| اردن                | RTGS-J                                                                                              |
| کنیا                | Kenya Electronic Payment and Settlement System (KEPSS)                                              |
| کره (کشور)          | BOK-WIRE+ (The Bank of Korea Financial Wire Network, 한은금융망)                                    |
| کویت                | KASSIP (Kuwait's Automated Settlement System for Inter-Participant Payments)                        |
| لبنان               | BDL-RTGS (Banque Du Liban – Real Time Gross Settlement)                                             |
| مقدونیه شمالی       | MIPS (Macedonian Interbank Payment System)                                                          |
| ماکائو              | RTGS                                                                                                |
| مالاوی              | MITASS (Malawi Interbank Settlement System)                                                         |
| مالزی               | RENTAS (Real Time Electronic Transfer of Funds and Securities)                                      |
| موریس               | Mauritius Automated Clearing and Settlement System (MACSS)                                          |
| مکزیک               | SPEI (اسپانیایی: Sistema de Pagos Electrónicos Interbancarios‎; Interbank Electronic Payment System) |
| مراکش               | SRBM (Système de règlement brut du Maroc; Moroccan Gross Settlement System)                         |
| نامیبیا             | NISS (Namibia Interbank Settlement System)                                                          |
| نیوزیلند            | ESAS (Exchange Settlement Account System)                                                           |
| نیجریه              | CIFTS (CBN Inter-Bank Funds Transfer System)                                                        |
| پاکستان             | RTGS (Real Time Gross Settlement System)                                                            |
| پرو                 | LBTR (اسپانیایی: Liquidación Bruta en Tiempo Real‎; Gross Settlement in Real Time)                   |
| فیلیپین             | PhilPaSS                                                                                            |
| لهستان              | SORBNET and SORBNET2                                                                                |
| قطر                 | Qatar Payment System (QPS)                                                                          |
| روسیه               | BESP System (Banking Electronic Speed Payment System)                                               |
| رومانی              | ReGIS                                                                                               |
| عربستان سعودی       | Saudi Arabian Riyal Interbank Express (SARIE)                                                       |
| سنگاپور             | MEPS+ (MAS Electronic Payment System Plus)                                                          |
| آفریقای جنوبی       | SAMOS (The South African Multiple Option Settlement)                                                |
| سری‌لانکا            | LankaSettle (RTGS/SSSS)                                                                             |
| سوئد                | RIX (سوئدی: Riksbankens system för överföring av kontoförda pengar)                                 |
| سوئیس               | SIC (Swiss Interbank Clearing)                                                                      |
| تایوان              | CIFS (CBC Interbank Funds Transfer System)                                                          |
| تانزانیا            | Tanzania Interbank Settlement (TIS)                                                                 |
| تایلند              | BAHTNET (Bank of Thailand Automated High Value Transfer Network)                                    |
| ترکیه               | EFT (Electronic Fund Transfer)                                                                      |
| اوکراین             | SEP (System of Electronic Payments of the National Bank of Ukraine)                                 |
| بریتانیا            | CHAPS (Clearing House Automated Payment System)                                                     |
| ایالات متحده آمریکا | Fedwire                                                                                             |
| اوگاندا             | Uganda National Interbank Settlement (UNIS)                                                         |
| زامبیا              | Zambian Interbank Payment and Settlement System (ZIPSS)                                             |
| زیمبابوه            | Zimbabwe Electronic Transfer and Settlement System (ZETSS)                                          |
| امارات متحده عربی   | UAE Funds Transfer System (UAEFTS)                                                                  |

در سال ۲۰۱۰، بانک جهانی گزارشی دربارهٔ سیستم‌های پرداخت در سراسر جهان منتشر کرد که در آن استفاده این کشورها از سیستم‌های تسویه ناخالص آنی برای پرداخت‌های کلان بررسی شده‌است.